# Kitschrörelsen
Kitschrörelsen är en konströrelse initierad och definierad av den norske konstnären Odd Nerdrum och betonar hantverksskicklighet och figurativt måleri. Vissa konstnärer som gått i lära hos Nerdrum sällar sig till denna rörelse, exempelvis Jan-Ove Tuv och Helene Knoop.